# Aaron Martinet
Pour les articles homonymes, voir Martinet.
Aaron Martinet (1762-1841) est un graveur, illustrateur et marchand d'estampes français renommé notamment pour ses caricatures.

## Biographie

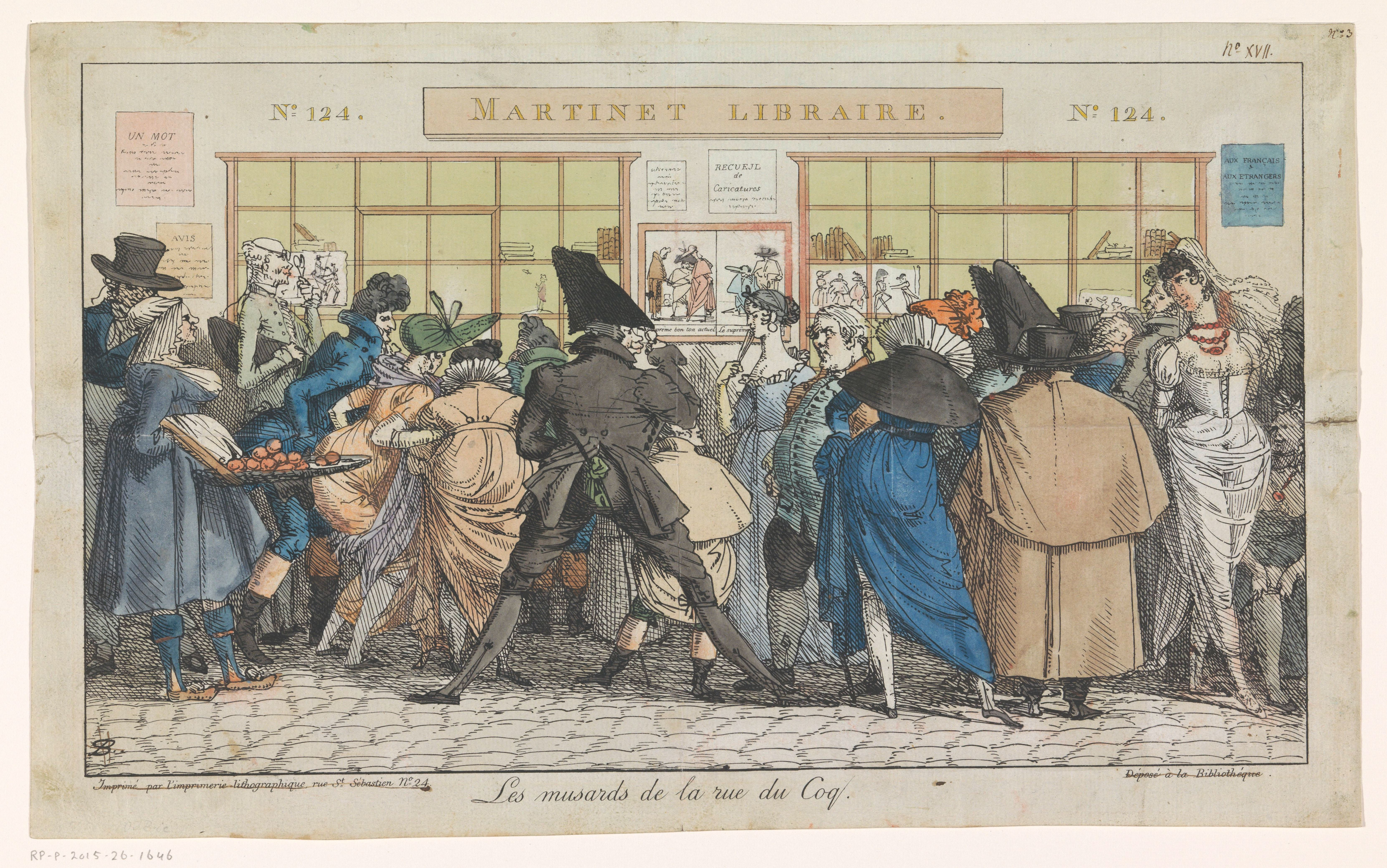
Vue de la boutique de Martinet : Bergeret P. N., Les Musards de la rue du Coq, 1804, Metropolitan Museum of Art.

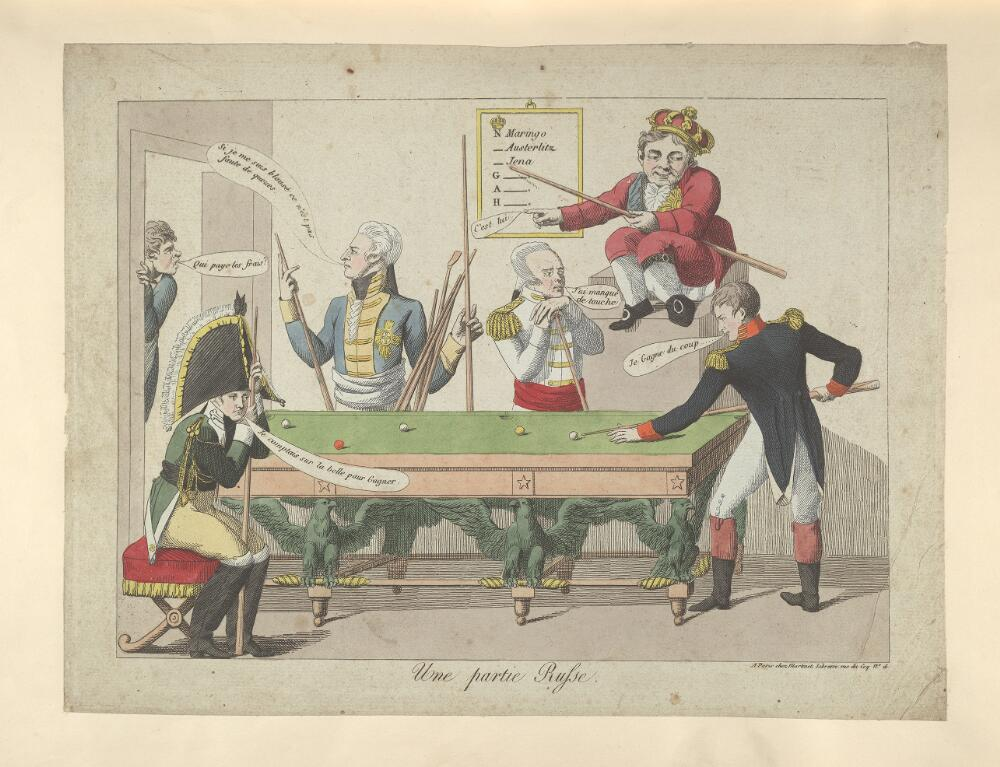
Anonyme, Une partie Russe, 1806, Bodleian Libraries. Dans cette caricature vendue chez Martinet, le billard devient une allégorie de la guerre. Face à Napoléon, la partie semble mal engagée pour les coalisés (Alexandre Ier, Frédéric-Guillaume III et Guillaume Ier de Hesse-Cassel et George III).

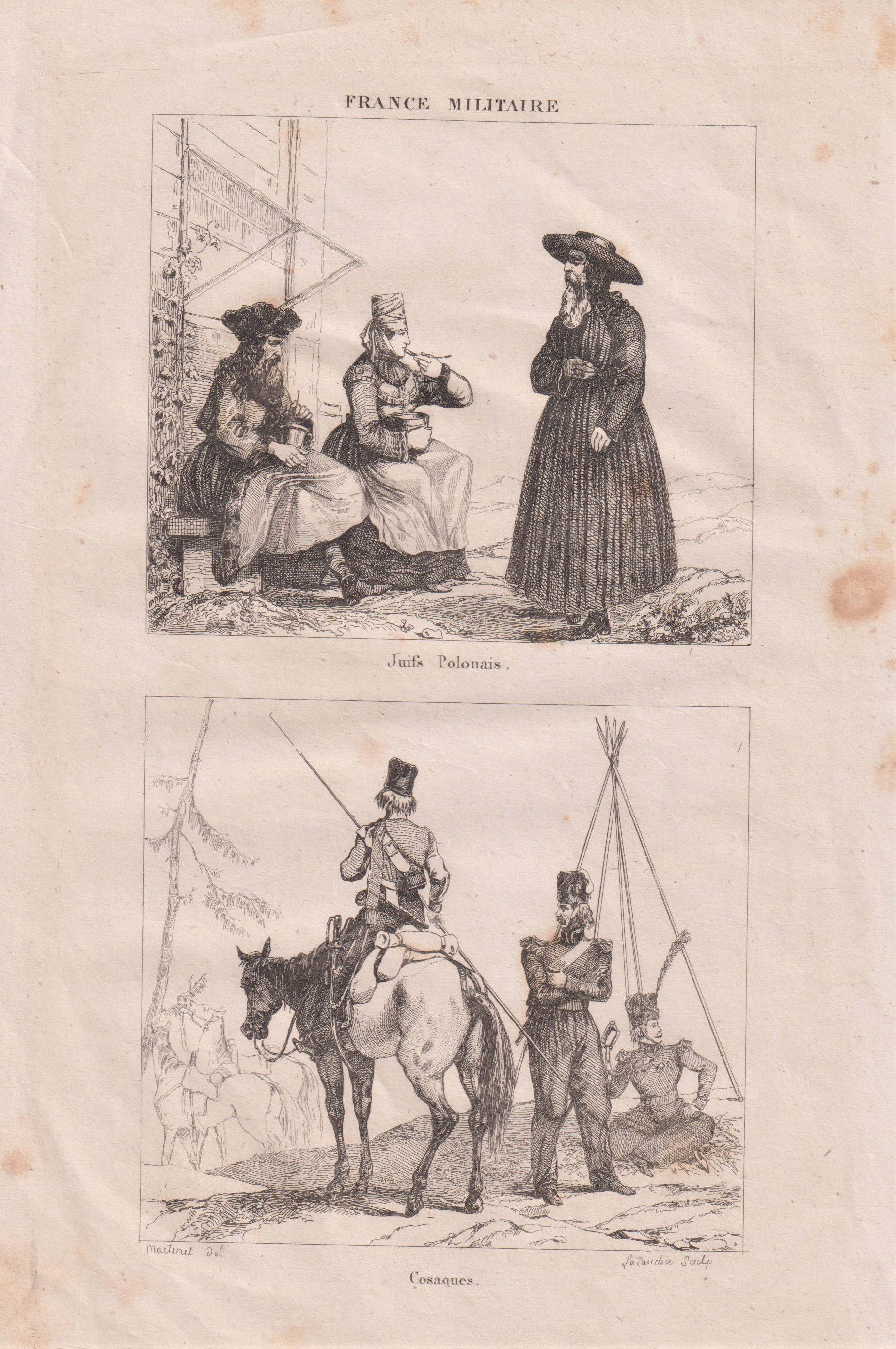
Juifs polonais et cosaques, gravure par Aaron Martinet, dans la collection du musée juif de Suisse.

Né en 1762, Aaron Martinet est le fils de François-Nicolas Martinet, ingénieur et graveur parisien, et de Marie-Jeanne Darain, fille d’un bourgeois de Paris qui s’occupait des affaires du duc de La Rochefoucauld. Il commence à exercer son métier de graveur avec son père. Le 12 juin 1792, il se marie à la Madeleine avec Suzanne Meirieu, fille d’un ancien négociant et riche propriétaire. Ils s’installent au 25 rue de Savoie, où ils ont quatre enfants (seule leur fille Suzanne-Flore survivra).
C’est lors de l’avènement du Directoire, qu’il entreprend de s’établir marchand d’estampes et éditeur. Avec sa femme et sa fille, il s’installe au 124 rue du Coq-Saint-Honoré (qui plus tard devient 13 et 15), rue très commerçante où l’on trouve "plusieurs libraires, des marchands d'estampes et un café". Martinet, puis son gendre, Herménégilde-Honorat de Hautecœur (qui prendra sa suite) et ses petits-enfants demeurent locataires de cette maison jusqu’au milieu du XIXe siècle. Pour payer les frais d’aménagement et pour disposer des fonds de roulement nécessaires, Martinet vendit les terres de l’Allier que son beau-père venait de lui léguer (146 000 francs en assignats). Le 22 octobre 1796, Aaron Martinet achète pour 500 francs, dans la maison où il loue un appartement, les aménagements d’une boutique. Dès 1798, il devient le principal locataire du 124 rue du Coq-Saint-Honoré, sous-louant les appartements et les boutiques.
Il est l'un des vendeurs d'estampes les plus célèbres de Paris sous le Consulat et l’Empire. Dans sa boutique, on se presse pour admirer les costumes de théâtre, les portraits d'acteurs et de musiciens ainsi que les uniformes des troupes françaises et étrangères. Mais ce sont principalement les caricatures qui font le succès et la renommée de sa boutique. Alors qu’on trouve des cabinets de lecture "à chaque coin de rue", Blanvillain affirme que "celui de Martinet, rue du Coq-Honoré, est connu par les caricatures ingénieuses qui s’y débitent et qui sont, pour ainsi dire, périodiques". Les caricatures parues chez lui sont d’abord des satires des mœurs contemporaines : on raille les modes et les habitudes des "incroyables" et des "merveilleuses". Les gravures satiriques traitent aussi de l'actualité qu’il s’agisse des campagnes de vaccination contre la variole ou des auteurs de l’attentat de la rue Saint-Nicaise. Les coalisés sont aussi largement attaqués dans les gravures publiées par Martinet. La Gazette de France du 30 juin 1803 assure que "Il ne se passe pas de jour sans qu'on voie paraître chez M. Martinet quelque nouvelle caricature destinée à réparer les omissions historiques qui se commettent en Angleterre". Grâce à ses caricatures, la boutique d'Aaron Martinet devient un point de rendez-vous pour les Parisiens et des provinciaux de passage désirant se divertir. Il est régulièrement cité dans les journaux et son officine devient même un décor de théâtre. Il reçoit le brevet de libraire 1er octobre 1812, son cabinet de lecture compte 7 à 8 000 volumes au début de la Restauration française.
Les caricatures publiées par Aaron Martinet sous le Consulat et l’Empire sont certes favorables à la politique de Napoléon, mais on ne peut pas affirmer qu’il soit bonapartiste, comme en témoignent ses multiples revirements lors de la Première Restauration, des Cent-Jours et de la Seconde Restauration. Il semble que ce soit plus la logique commerciale qui guide le choix des cibles de ses caricatures, que ses opinions personnelles.
Il meurt le 2 mai 1841 dans l'ancien 4e arrondissement de Paris.
Aubert & Cie vendirent dès décembre 1829 des estampes signées Hautecœur-Martinet : en effet, Aaron Martinet avait cédé sa maison d'édition à son gendre Herménégilde-Honorat Hautecoeur, qui la cède lui-même à ses fils Eugène et Alfred en 1843. Ces derniers s'associent sous le nom « Hautecoeur frères » jusqu'en 1867, date à laquelle chacun prend la responsabilité de sa maison : Alfred dirige la maison d'édition rue de Rivoli, sous le nom « Ancienne maison Martinet » et Eugène celle du boulevard des Capucines, qui garde le nom « Maison Martinet ».

## Galerie

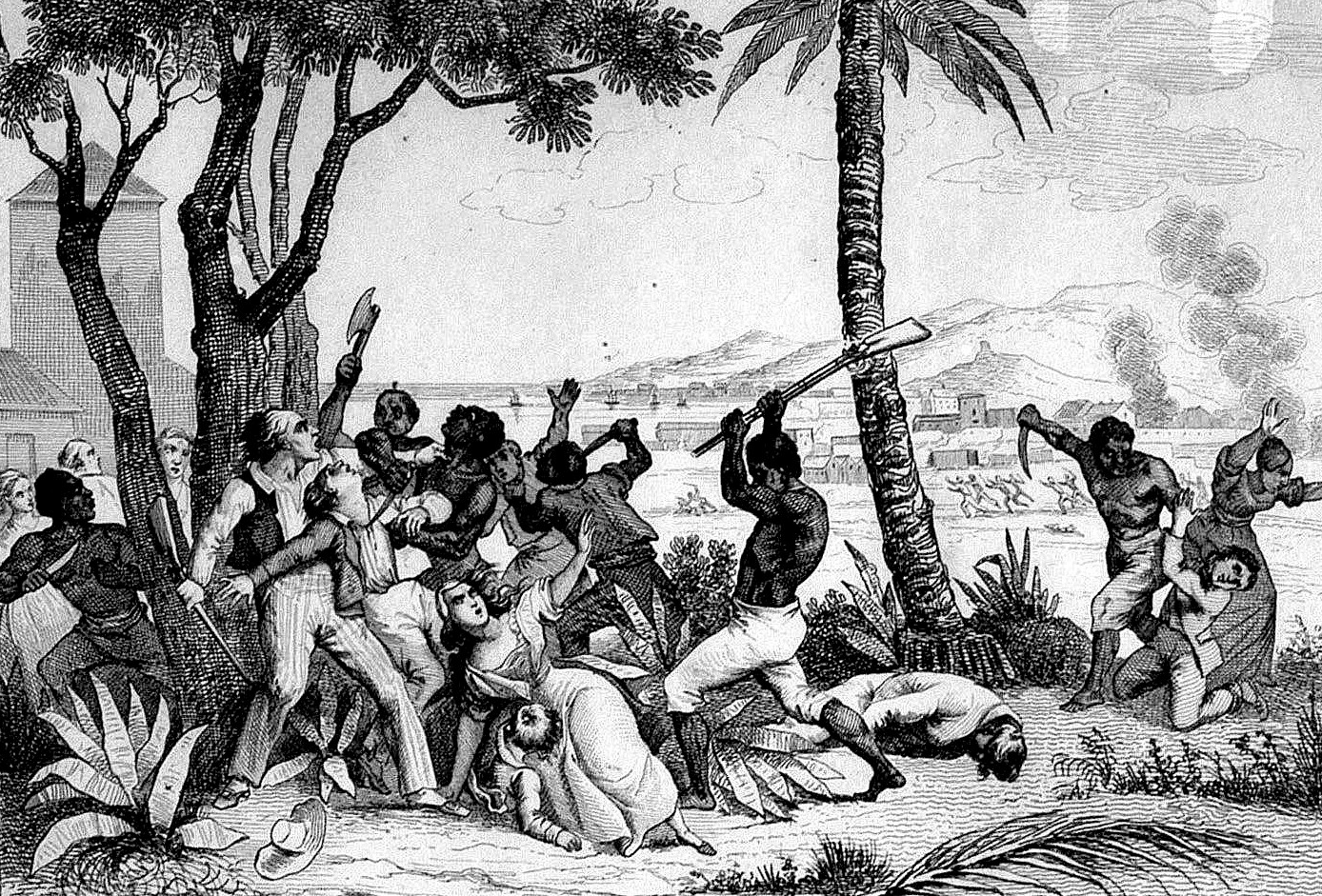
Révolte des esclaves de Saint-Domingue en 1791 (gravure de Masson, 1833).
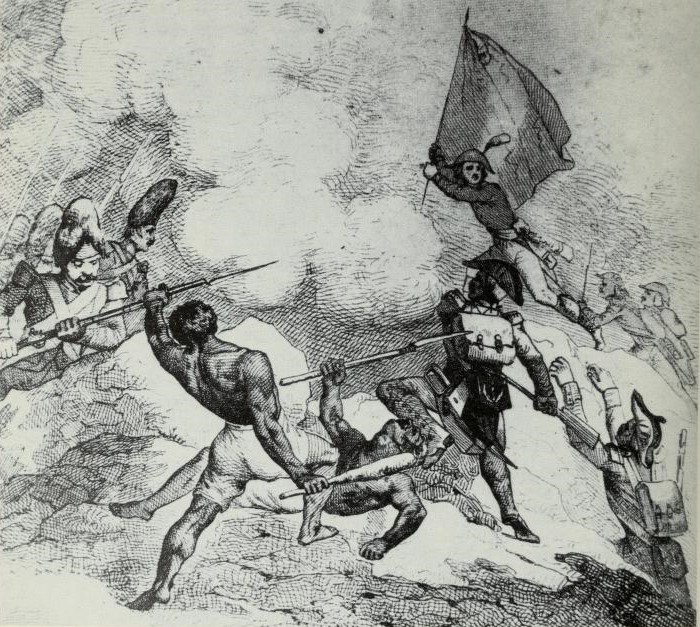
Prise du fort Fleur d'épée en 1794, (gravure de Masson, 1833).